# Kiribati ai XVII Giochi paralimpici estivi
Kiribati ha partecipato ai XVII Giochi paralimpici estivi che si sono svolti a Parigi in Francia, dal 28 agosto all'8 settembre 2024, con una delegazione di un atleta uomo, che ha gareggiato in una disciplina. Questa è stata la prima partecipazione di Kiribati ai Giochi paralimpici.

## Atletica leggera
Fonte:
| Atleta        | Evento                      | Finale    | Finale    |
| Atleta        | Evento                      | Risultato | Posizione |
| ------------- | --------------------------- | --------- | --------- |
| Ongiou Timeon | Getto del peso F11 maschile | 6,46      | 8°        |